# Bonacossaweg
Stezka Bonacossaweg (italsky Sentiero A. Bonacossa), pojmenovaná po horolezci Albertu Bonacossovi, na mapách označovaná také jako stezka č. 117 a Dolomitská vysokohorská stezka č. 4, je nenáročná vysokohorská stezka v Sextenských Dolomitech, horské skupině v Jižních vápencových Alpách, místy vybavená jištěním via ferrata. Spojuje masiv Drei Zinnen s horami skupiny Cadini di Misurina a je velmi oblíbená, zejména v létě, kvůli působivému výhledu na Drei Zinnen.
Výchozím bodem túry je chata Auronzohütte (Rifugio Auronzo) v nadmořské výšce 2320 metrů, u které se nalézá velké parkoviště dostupné po placené silnici z obce Misurina. Na parkoviště zajíždějí rovněž autobusy veřejné dopravy. Odtud vede stezka jižním směrem a podle literatury trvá 6,5 hodiny chůze k jezeru Lago di Misurina. U horské chaty Fonda-Savio-Hütte (2359 m) mají zkušení ferratoví lezci možnost prodloužit si túru o 4 hodiny ferratovou cestou Merlone (Merlone via ferrata, střední obtížnost, velmi exponovaná, lze lézt pouze s ferratovým setem) na Cima Cadin Nord Est (2796 m). 

## Galerie

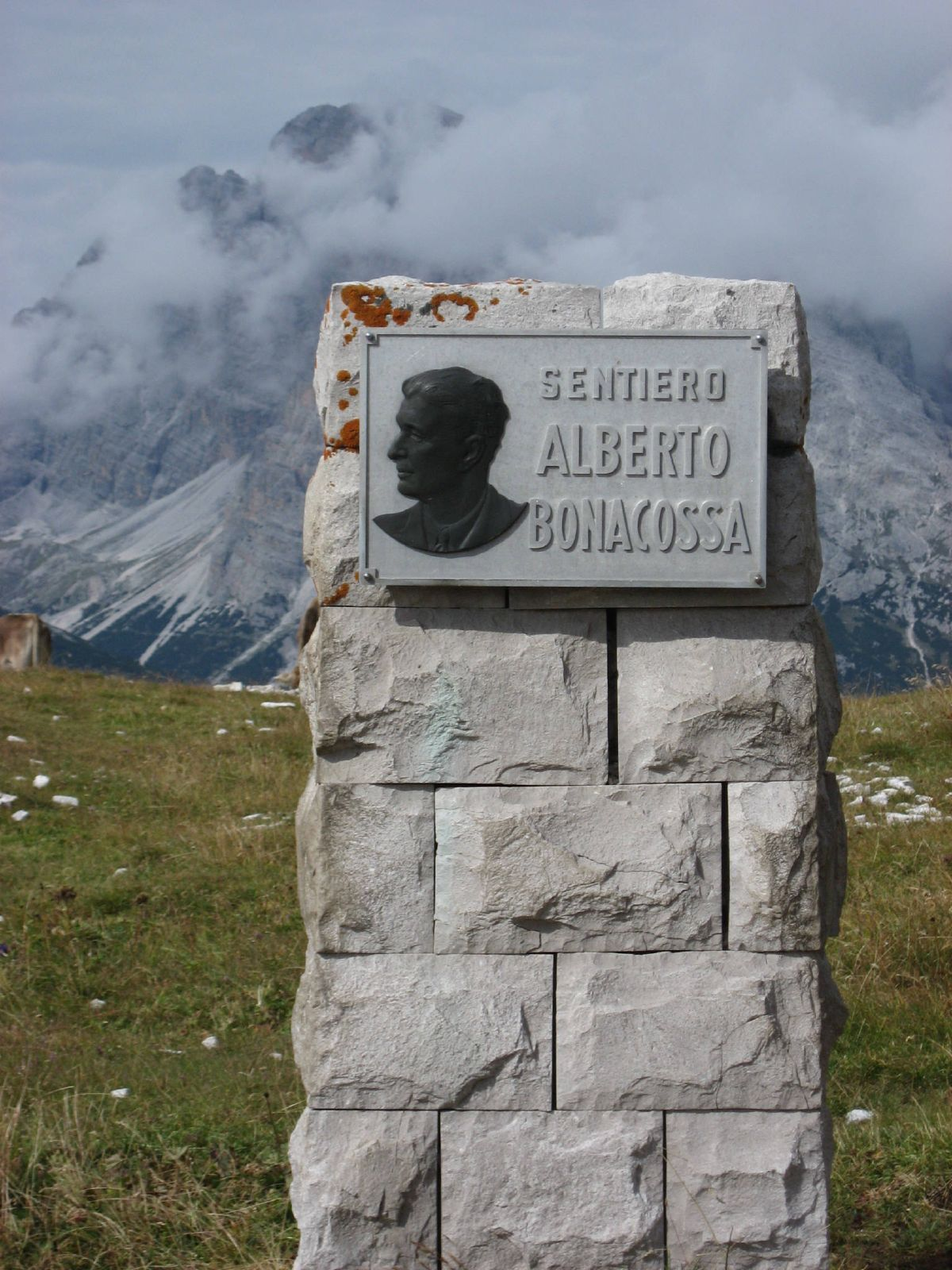
plaketa na začátku cesty
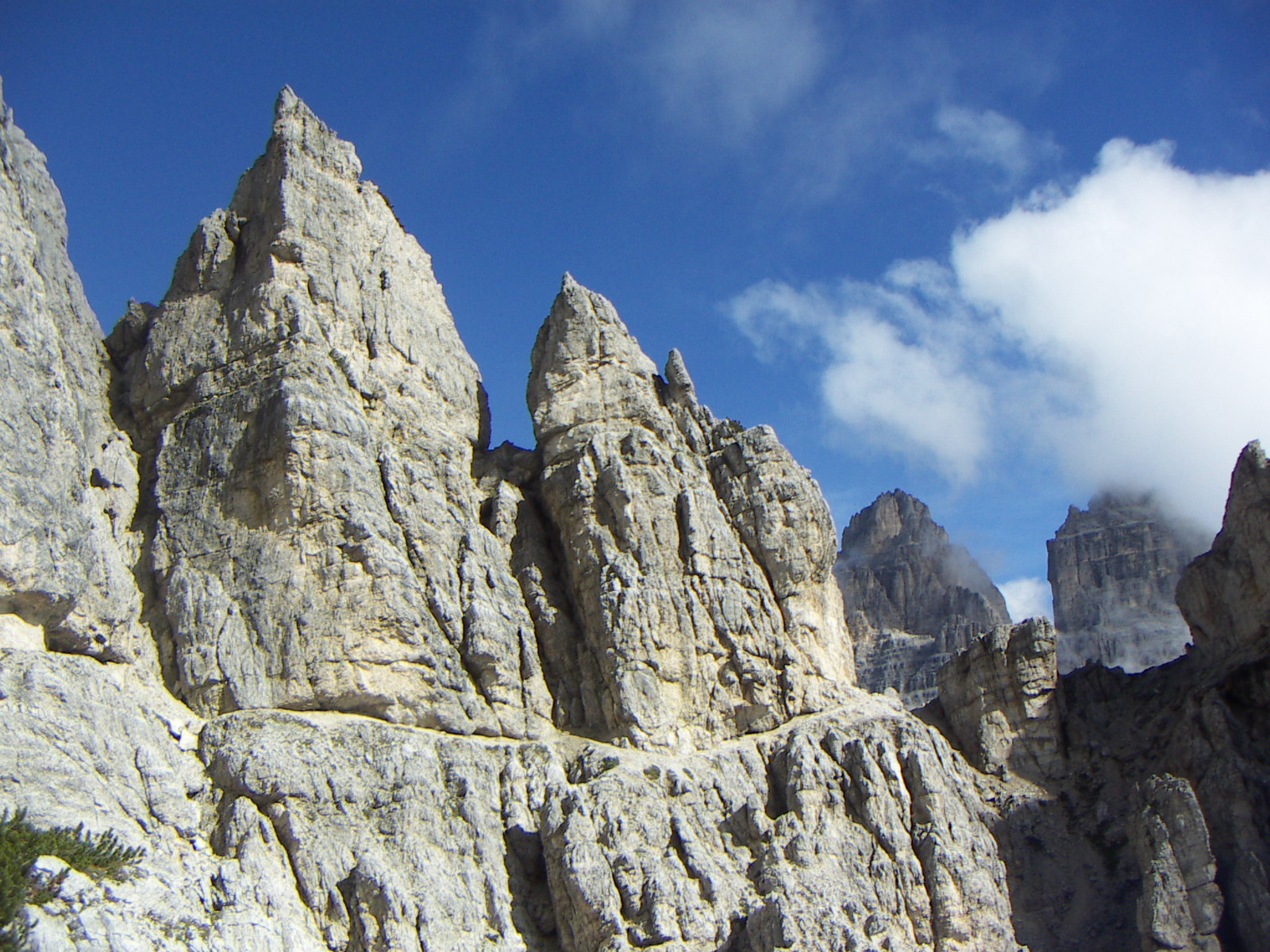
pohled na průběh Bonacossaweg
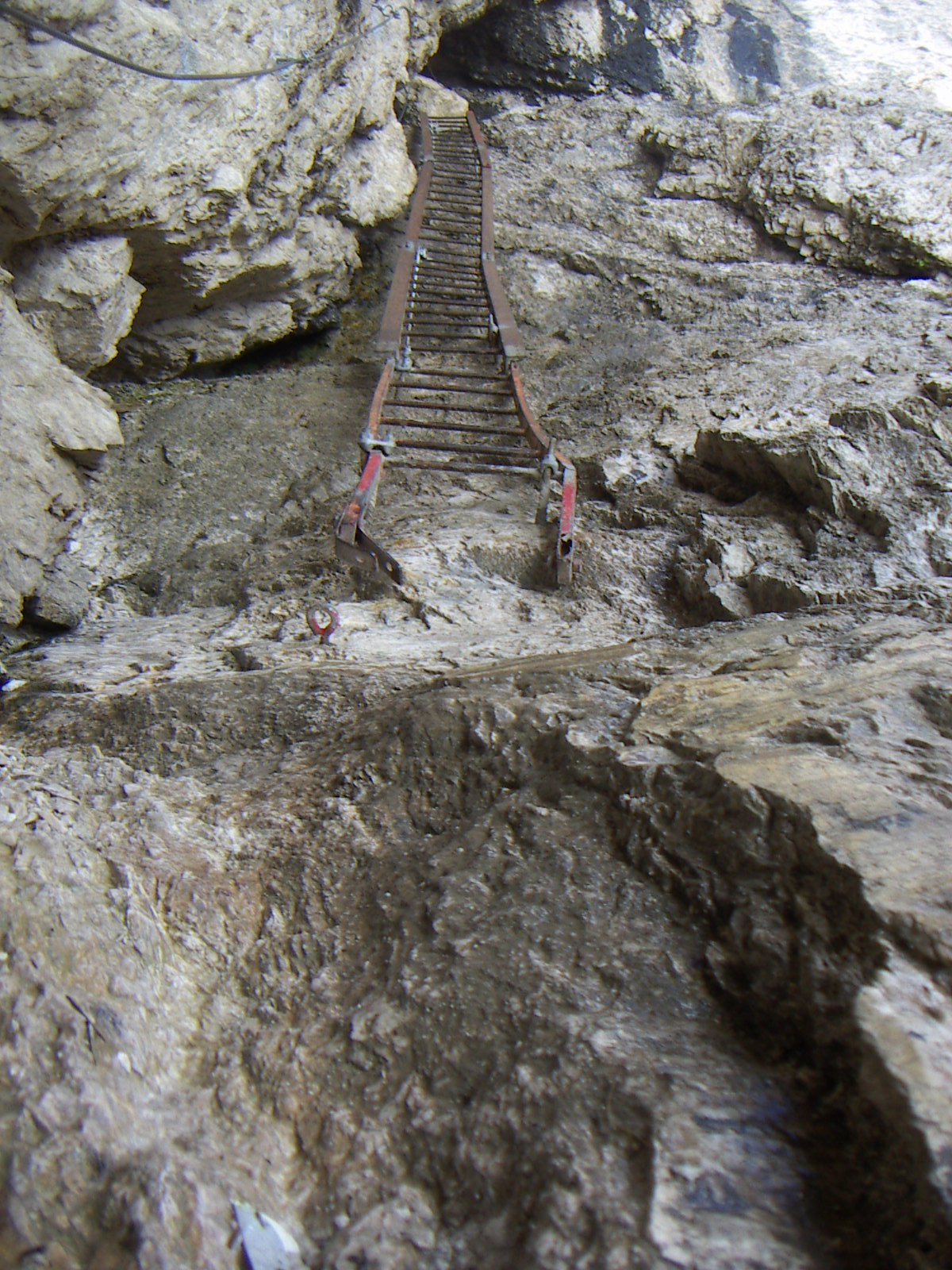
žebřík na Bonacossaweg
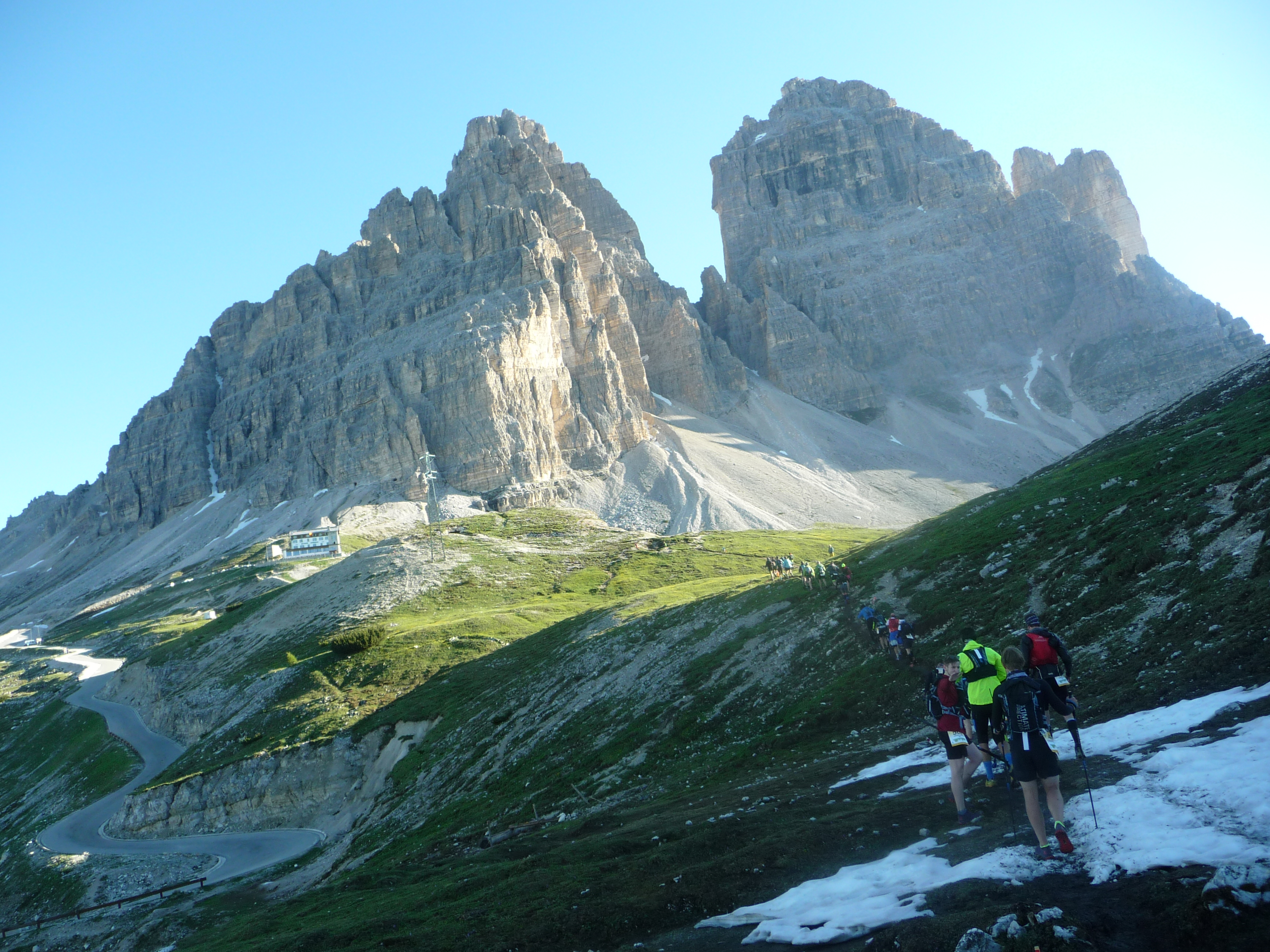
začátek Bonacossaweg u Auronzohütte